# Europees economisch samenwerkingsverband
Een Europees economisch samenwerkingsverband (EESV, Engels: European economic interest grouping, EEIG) is een communautaire rechtsvorm, ofwel een organisatie met Europese rechtspersoonlijkheid. Ze kunnen worden opgericht door zelfstandige beoefenaars van beroepen, bedrijven, ondernemingen en andere instanties. De leden mogen niet allemaal uit dezelfde lidstaat komen. Het EESV werd op 25 juli 1985 geïntroduceerd door verordening (EEG) 2137/85. 

## Doel
Het doel van een EESV is de economische werkzaamheid van zijn leden te vergemakkelijken of te ontwikkelen wanneer zij zich richten op de Europese markt. De werkzaamheden van een EESV moeten een ondersteunend karakter hebben, bijvoorbeeld door het samenbrengen van middelen, activiteiten en vakkennis, en door het aanpakken juridische, fiscale of psychologische problemen.
Een EESV mag geen winstoogmerk hebben. Het mag geen zeggenschap uitoefenen over zijn leden of over andere bedrijven en niet meer dan vijfhonderd mensen in dienst hebben.